# Pathocerus
Pathocerus é um gênero de coleóptero da tribo Mysteriini (Anoplodermatinae). Na qual compreende uma única espécie distribuída pela Argentina, Bolívia e Paraguai.

## Espécie
- Pathocerus wagneri (Waterhouse, 1901)